# Boston-Marathon 1964
| 68. Boston-Marathon    | 68. Boston-Marathon                |
| ---------------------- | ---------------------------------- |
| Stadt                  | Boston, Vereinigte Staaten         |
| Datum                  | 20. April 1964                     |
| Distanz                | 42,195 Kilometer                   |
| Sieger                 |                                    |
| Männer                 | Aurèle Vandendriessche (2:19:59 h) |
| ← Boston-Marathon 1963 | Boston-Marathon 1965 →             |
| Website                | Offizielle Website                 |

Der Boston-Marathon 1964 war die 68. Ausgabe der jährlich stattfindenden Laufveranstaltung in Boston, Vereinigte Staaten. Der Marathon fand am 20. April 1964 statt.
Es gewann Aurèle Vandendriessche in 2:19:59 h.

## Ergebnis
| Platz | Athlet                 | Land               | Zeit (h) |
| ----- | ---------------------- | ------------------ | -------- |
| 01    | Aurèle Vandendriessche | Belgien            | 2:19:59  |
| 02    | Tenho Salakka          | Finnland           | 2:20:48  |
| 03    | Ron Wallingford        | Kanada             | 2:20:51  |
| 04    | Paavo Pystynen         | Finnland           | 2:21:48  |
| 05    | Hal Higdon             | Vereinigte Staaten | 2:21:55  |
| 06    | Dave Ellis             | Kanada             | 2:22:49  |
| 07    | John J. Kelley         | Vereinigte Staaten | 2:27:23  |
| 08    | Osvaldo Suárez         | Argentinien        | 2:27:51  |
| 09    | Paul Hoffman           | Kanada             | 2:28:07  |
| 10    | William Allen          | Kanada             | 2:28:19  |